# Marco Eggert
Marco Eggert (* 8. Dezember 1973) ist ein Brigadegeneral des Heeres der Bundeswehr und seit dem 23. Februar 2023 Brigadekommandeur der Panzerbrigade 21 in Augustdorf.

Brigadegeneral Marco Eggert als Kommandeur der Panzerbrigade 21 „Lipperland“ in Augustdorf.

## Leben

### Ausbildung und erste Verwendungen
Eggert trat 1994 beim Panzerbataillon 24 in der Heinrich-der-Löwe-Kaserne in Braunschweig in die Bundeswehr ein und absolvierte bis 1997 als Offizieranwärter die Offizierausbildung zum Offizier des Truppendienstes der Panzertruppe. Anschließend studierte er bis 2000 Wirtschafts- und Organisationswissenschaft an der Universität der Bundeswehr München mit Abschluss als Diplom-Kaufmann. Danach folgten Verwendungen als Zugführer und Kompanieeinsatzoffizier im Panzerbataillon 214 in der Generalfeldmarschall-Rommel-Kaserne in Augustdorf und von 2002 bis 2005 als Kompaniechef im Panzerbataillon 383 in der Kyffhäuser-Kaserne in Bad Frankenhausen/Kyffhäuser. Im Folgenden war er bis 2007 Kompaniechefausbilder Kampftruppe im Gefechtsübungszentrum Heer in Letzlingen.

### Dienst als Stabsoffizier
Von 2007 bis 2009 absolvierte Eggert im 4. nationalen streitkräftegemeinsamen Generalstabslehrgang (LGAN) an der Führungsakademie der Bundeswehr in Hamburg die Ausbildung zum Offizier im Generalstabsdienst. Anschließend wurde er Abteilungsleiter der Generalstabsabteilung 3 (Ausbildung, Übung, Einsatz) im Stab der Panzerbrigade 21 in Augustdorf. Ab 2011 folgte eine Verwendung als Planungs-Referent für den deutschen Anteil der International Security Assistance Force (ISAF) im Einsatzführungsstab/Abteilung Strategie und Einsatz des Bundesministeriums der Verteidigung (BMVg) im Bendlerblock in Berlin. Von 2013 bis 2015 war Eggert Bataillonskommandeur des Panzerbataillons 413 in der Ferdinand-von-Schill-Kaserne in Torgelow, bevor er für eine zweite Ministerialverwendung ins BMVg nach Berlin als Generalstabsdienstoffizier beim Abteilungsleiter Politik zurückkehrte. 2017 wurde er Abteilungsleiter der Generalstabsabteilung 3 (Ausbildung, Übung,
Einsatz) der Division Schnelle Kräfte (DSK) in der Herrenwald-Kaserne in Stadtallendorf und 2019 International Fellow am United States Army War College in Carlisle in Pennsylvania, Vereinigte Staaten, wo er den Abschluss als Master of Strategic Studies (MSS) erlangte. Danach leitete er von 2020 bis 2021 die Sonderprojektorganisation Stärkung Dimension Land im Kommando Heer in der Von-Hardenberg-Kaserne in Strausberg und von 2021 bis 2023 den Arbeitsbereich Zentrale Aufgaben im Büro des
Generalinspekteurs der Bundeswehr im BMVg in Berlin.

### Dienst als General
Am 23. Februar 2023 übernahm Eggert im Dienstgrad Oberst das Kommando über die Panzerbrigade 21 in Augustdorf. Am 7. Dezember 2023 wurde Eggert zusätzlich Kommandeur der NATO-Rückversicherungsbrigade für Litauen im Rahmen der enhanced Vigilance Acitivities  (eVA). Am 20. Dezember 2023 erfolgte die Ernennung Eggerts zum Brigadegeneral.

### Auslandseinsätze
- 2004: Kompaniechef der 2. Kompanie der Task Force Prizren der Kosovo Force (KFOR) der NATO in Prizren im Kosovo
- 2011: Military Assistant des Deputy Chief of Staff Security im Regionalkommando Nord der International Security Assistance Force (ISAF) der NATO in Afghanistan
- 2018: Chef des Stabes im Mission Force Headquarters der EU-Ausbildungsmission Mali (EUTM Mali) in Bamako in Mali

## Privates
Eggert ist verheiratet und hat eine Tochter.